# فرد ويتفيلد
فرد ويتفيلد (بالإنجليزية: Fred Whitfield)‏ هو لاعب كرة قاعدة أمريكي، ولد في 7 يناير 1938 في فانديفر في الولايات المتحدة، وتوفي في 31 يناير 2013 في غادسدن في الولايات المتحدة بسبب لمفوما.

## وصلات خارجية
- فرد ويتفيلد على موقعبيزبول رفرنس.كوم (الدوري الرئيسي) (الإنجليزية)